# Parole e musica (film)
Parole e musica (Words and Music) è un film biografico-musicale statunitense del 1948 diretto da Norman Taurog.
Il film è basato sulla collaborazione artistica tra il compositore Richard Rodgers ed il paroliere Lorenz Hart.
Esso è il secondo di una serie di film prodotti dalla Metro-Goldwyn-Mayer e dedicati ai compositori di Broadway; infatti è preceduto da Nuvole passeggere (Till the Clouds Roll By) e seguito da Tre piccole parole (Three Little Words) e Così parla il cuore (Deep in My Heart).